# Pradoxa confirmata
Pradoxa confirmata is een slakkensoort uit de familie van de Muricidae. De wetenschappelijke naam van de soort is voor het eerst geldig gepubliceerd in 1990 door Fernandes & Rolán.
Dit zeeslakje is endemisch in Sao Tomé en Principe.